# Westwick (Norfolk)
Westwick is een civil parish in het bestuurlijke gebied North Norfolk, in het Engelse graafschap Norfolk met 72 inwoners.